# Vibeuf
Vibeuf ist eine französische Gemeinde mit 621 Einwohnern (Stand: 1. Januar 2022) im Département Seine-Maritime in der Region Normandie. Sie gehört zum Arrondissement Rouen und zum Kanton Yvetot. Die Einwohner werden Vibeufais und Vibeufaises genannt.

## Geografie
Vibeuf liegt im Zentrum des Départements, etwa 32 Kilometer nordnordwestlich von Rouen in der Landschaft Pays de Caux. Nachbargemeinden von Vibeuf sind Lindebeuf im Norden, Imbleville im Nordosten, La Fontelaye im Osten, Bourdainville im Süden, Yerville im Süden und Westen sowie Ouville-l’Abbaye im Westen und Nordwesten.

## Bevölkerungsentwicklung

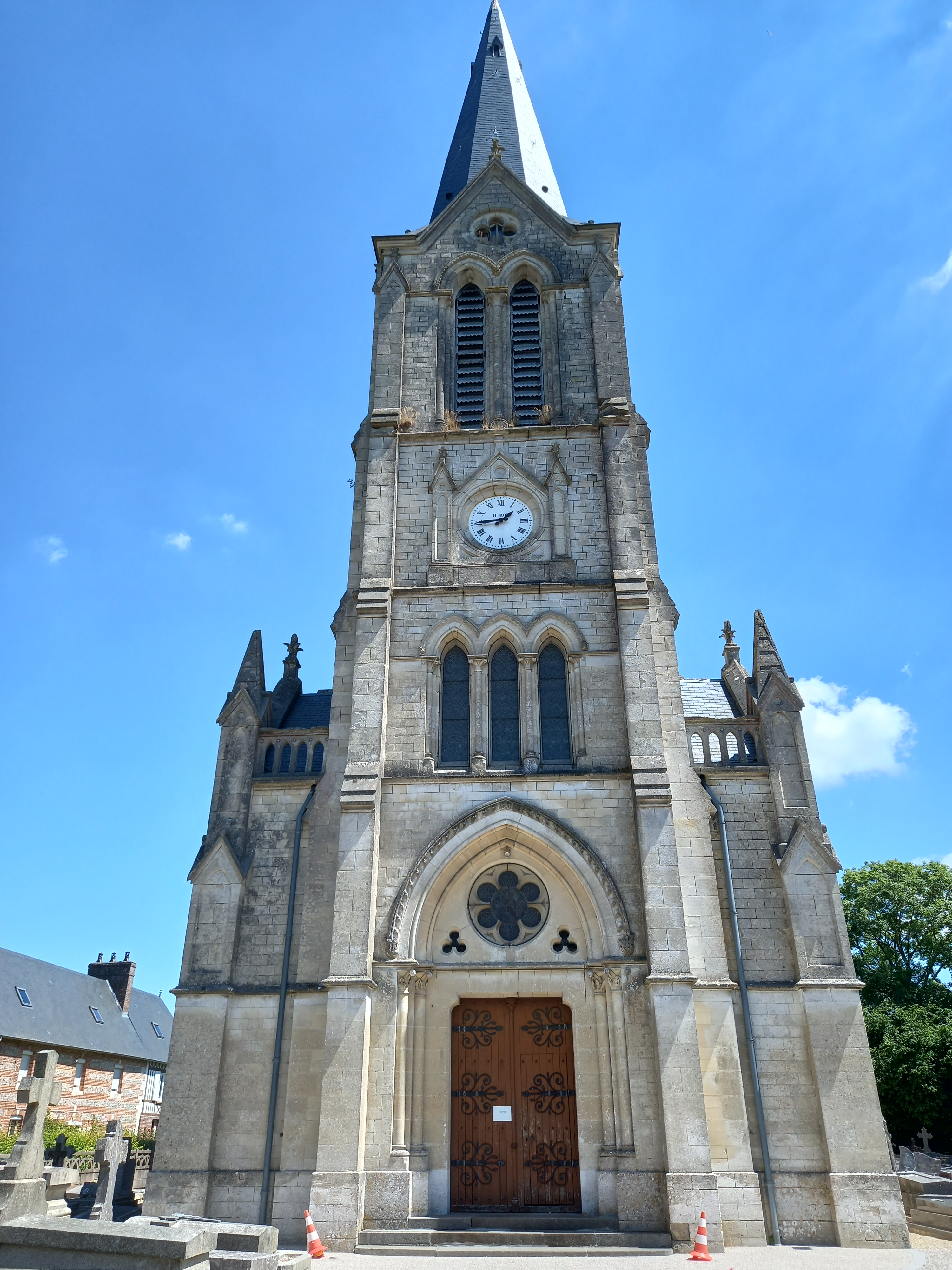
Pfarrkirche Saint-Martin

| 1962                       | 1968 | 1975 | 1982 | 1990 | 1999 | 2006 | 2013 | 2020 |
| -------------------------- | ---- | ---- | ---- | ---- | ---- | ---- | ---- | ---- |
| 346                        | 324  | 294  | 373  | 504  | 533  | 622  | 648  | 607  |
| Quellen: Cassini und INSEE |      |      |      |      |      |      |      |      |

## Sehenswürdigkeiten
- Die Pfarrkirche Saint-Martin wurde 1850 zum ersten Mal aus Ziegeln und Silex neu gebaut, 1895 durch einen Brand zerstört. 1896 wurde das heutige Gebäude aus Kalkstein im gotischen Stil erneut gebaut.
- Das Herrenhaus Les Tourelles im Weiler Le Petit-Gruchet wurde im 16./17. Jahrhundert errichtet.
- Ein weiteres Herrenhaus im Ortszentrum datiert aus der zweiten Hälfte des 16. Jahrhunderts.